# Спринг, Шервуд Кларк
Ше́рвуд Кларк «Вуди» Спринг (англ. Sherwood Clark «Woody» Spring; род. 1944) — астронавт НАСА. Совершил один космический полёт на шаттле: STS-61B (1985, «Атлантис»), совершил два выхода в открытый космос, полковник Армии США.

## Личные данные и образование

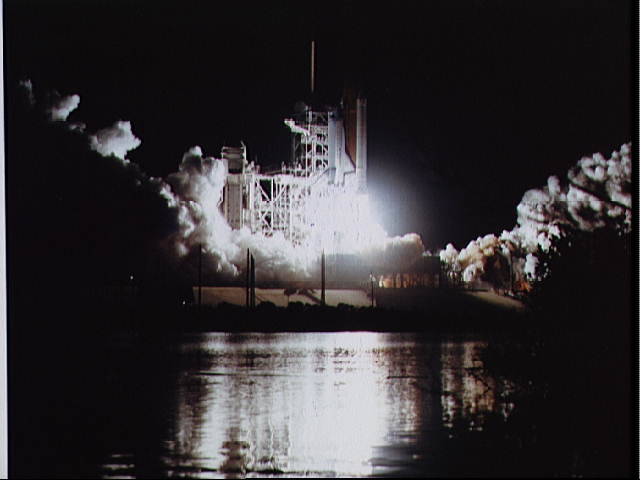
STS-61B — ночной старт.

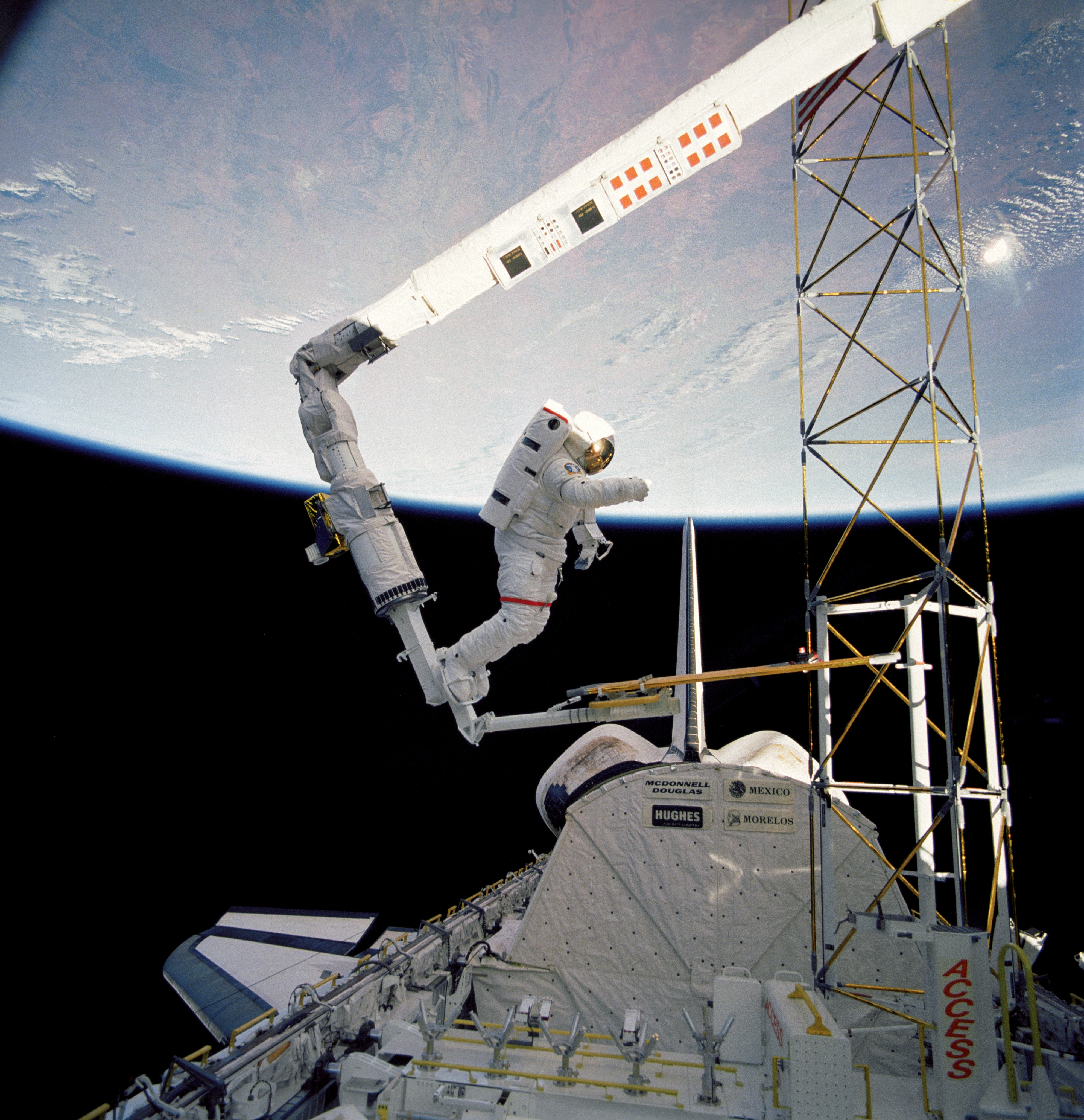
Работы в космосе — Росс. Фото сделано Шервудом Спрингом.

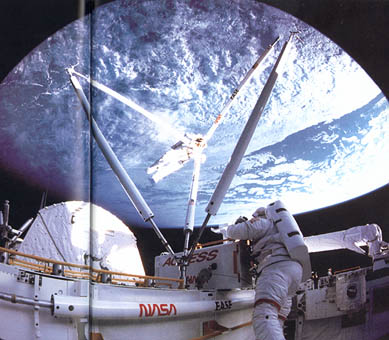
Работы в космосе — Росс и Спринг.

Шервуд Спринг родился 3 сентября 1944 года в Хартфорде, штат Коннектикут, но своим родным считает город Хармони, Род-Айленд, где в 1963 году окончил среднюю школу. Он принимал активное участие в движении «Бойскауты Америки», где достиг второго ранга. Спринг познакомился со своей будущей женой, Дебби Купер, учителем физкультуры в начальной школе, когда они оба были студентами в Университете Аризоны. У них двое детей: дочь — Сара (педиатр), имеет звание капитан и служит в Сан-Антонио, штат Техас, и сын — Джастин, выпускник Университета штата Иллинойс, член Олимпийской Мужской сборной по гимнастике-2008, завоевал бронзовую медаль Летней Олимпиады-2008 в Пекине (Китай), ныне — главный тренер мужской команды по гимнастике в Университете штата Иллинойс. Спринг увлечён полётами, подводным плаванием, сплавом по рекам, лыжами, и плотницкими работами.
В 1967 году в Академии ВВС США получил степень бакалавра наук в области (машиностроения). В 1974 году — степень магистра наук в области аэрокосмической техники в Университета штата Аризона. В 1976 году окончил школу лётчиков-испытателей ВМС Соединённых Штатов. В 1989 году Колледж МО по специальности «Управление системами обороны».

## До НАСА
После окончания Университета в 1967 году, был направлен на службу во Вьетнам, побывал там дважды. Первый раз — с 1968 по 1969 год в 101 воздушной дивизии. Второй раз — в 1970—1971 годах, куда его направили сразу после окончания лётной школы, служил в качестве пилота вертолёта в 1-й Дивизии. По возвращении, без отрыва от службы, продолжил обучение в магистратуре в Университете штата Аризона до 1974 года. После непродолжительной службы в качестве инженера (лётчика-испытателя) на авиабазе Эдвардс, в Калифорнии, прошёл обучение в Военно-морской Школе лётчиков-испытателей, на авиабазе в городе Патаксенте, штат Мэриленд. Затем он вернулся на авиабазу Эдвардс, где в течение 4-х лет, до 1980 года, продолжил службу в качестве лётчика-испытателя. Имеет налёт более 3500 часов на 25 типах военных и гражданских самолётов и вертолётов, в том числе более 1500 часов на реактивных самолётах. Вышел в отставку в июле 1994 года в звании полковника Армии США.

## Подготовка к космическому полёту
Спринг был приглашён в НАСА в качестве кандидата в астронавты в мае 1980 года в составе девятого набора. Начал прохождение курса общекосмической подготовки (ОКП) с июля 1980 года. По окончании обучения в августе 1981 года получил квалификацию «специалист полёта» и назначение в Отдел астронавтов НАСА. Работал в Лаборатории электронного оборудования шаттла и в Лаборатории лётных испытаний.

## Полёт в космос
- Первый полёт — STS-61B[3], шаттл «Атлантис». C 27 ноября по 3 декабря 1985 года в качестве специалиста полета. Во время миссии STS-61B было запущенно 4 коммуникационных спутника: Morelos-B (Мексика), Optus-A2 (Австралия), Satcom-K2 (США), OEX Target. Morelos-B и Optus-AUSSAT-2 были выведены на орбиты с помощью вспомогательных двигателей PAM-D, а для Satcom-K2 впервые была использована модификация PAM-D2 для вывода более тяжёлых спутников. Во время полёта совершил два выхода в открытый космос: 29 ноября 1985 года — продолжительностью 5 часов 32 минуты и 01 декабря 1985 года — продолжительностью 6 часов 38 минут. Было проведено 2 эксперимента по сборке конструкций в космосе: конструкция, близкая по форме к «пирамиде» и по форме, близкой к «высокой башне». Продолжительность полёта составила 6 суток 21 час 6 минут[4].

Общая продолжительность внекорабельной деятельности — 12 часов 10 минут.
Общая продолжительность полётов в космос — 6 суток 21 час 6 минут.

## После полёта
Ушёл из отряда астронавтов в августе 1988 года. После ухода из НАСА, с 1988 по июль 1994 года служил в Отделе космических программ Армии США в Вашингтоне.

## Награды и премии
Награждён: Медаль «За космический полёт» (1985) и многие другие.